# Onze-Lieve-Vrouwegasthuis (Vilvoorde)

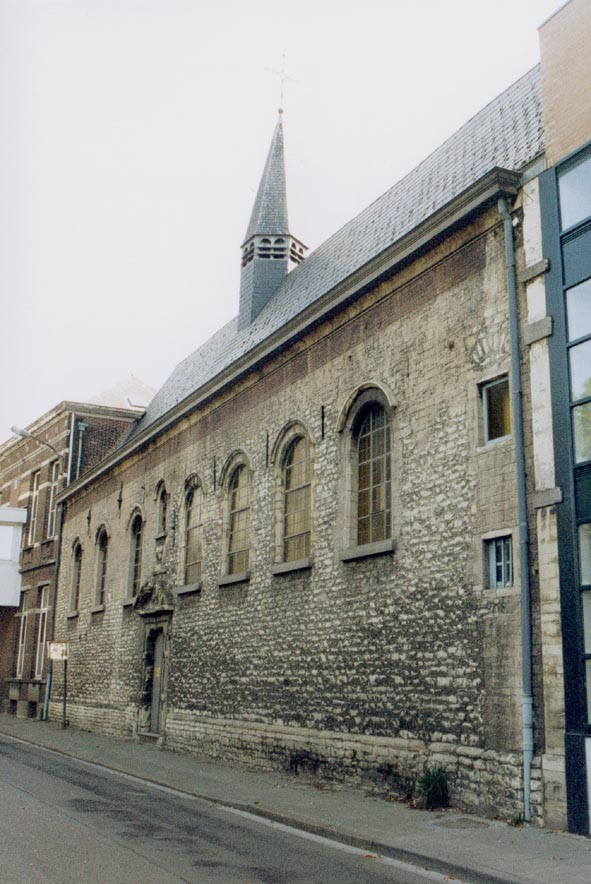
Kapel

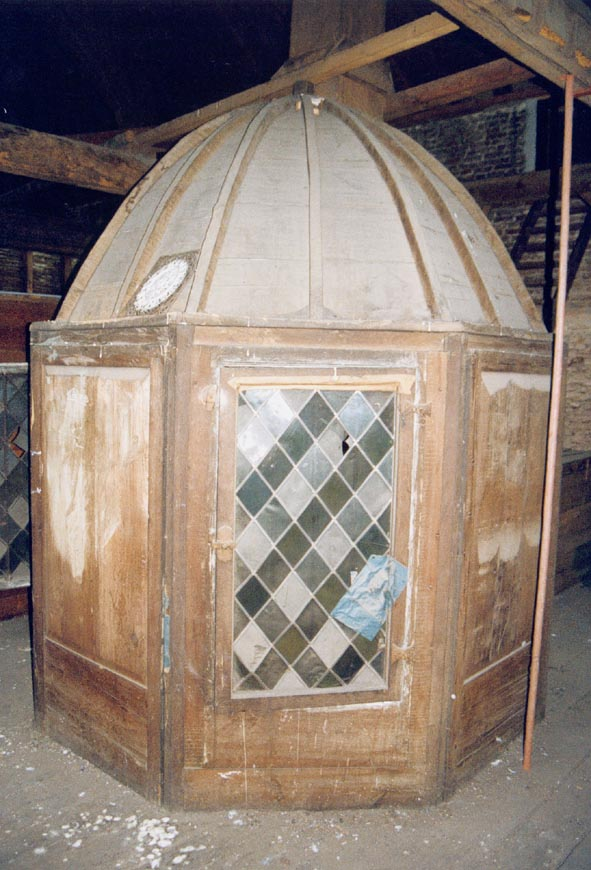
Lantaarn

Het Onze-Lieve-Vrouwegasthuis is een voormalig hospitaal in de Vlaams-Brabantse stad Vilvoorde, gelegen aan de Vlaanderenstraat.

## Geschiedenis
In de 13e eeuw werd hier door de Duitse Orde een gasthuis opgericht waar bedevaartgangers en reizigers opgevangen werden en ook zieke armen uit de stad werden verzorgd. In 1236 werd het gasthuis voor het eerst vermeld. Vanaf 1257 werd het gasthuis door zusters Augustinessen beheerd. Deze moesten eind 16e eeuw vanwege de godsdiensttwisten het gasthuis verlaten en vluchtten naar Keulen. Het stadsbestuur beheerde toen het gasthuis maar verduisterde een deel van de inventaris. De zusters kwamen niettemin terug. De laatste zusters vertrokken in 1966.
Het complex werd in de loop van de eeuwen uitgebreid en in de 19e eeuw werd er veel aan verbouwd. De 16e-eeuwse gasthuishoeve werd in het laatste kwart van de 20e eeuw gesloopt en in 1983 kwam er een bejaardenhuis voor in de plaats. Wat bleef was de kapel in barokstijl en het moederhuis dat grotendeels 19e-eeuws is.

## Kapel
Het exacte bouwjaar van de kapel is niet bekend, maar het altaar, gewijd aan Sint-Elisabeth en Sint-Augustinus, werd in 1692 ingewijd. De kapel bevindt zich evenwijdig aan de straatzijde en werd gebouwd in zandsteen. In 1876-1877 werd de kapel gerestaureerd. De ingangsdeur is voorzien van een schouderboog en daarboven is een gebogen en gebroken fronton aangebracht. Boven de deur bevindt zich een nis met een Mariabeeld. Het noordoostelijk deel van de kapel is overkluisd met een spitstongewelf.
In de kerk bevindt zich een barok hoofdaltaar van 1692. Het heeft een altaarstuk: Het visioen van Sint-Antonius, wat een kopie is naar Antoon van Dyck. Het orgel, uit begin 20e eeuw, is vervaardigd door de firma Jos Stevens. Er is een 18e-eeuwse communiebank.
Het zuidwestelijk deel van de kapel is afgesloten en wordt gebruikt als vergaderruimte. Boven dit deel bevindt zich een achthoekige lantaarn met koepelgewelf, uit 1718.

## Moederhuis
Het moederhuis is van 1895. Hiernaast ligt het Hospices des Vieillards ofwel Ouderlingenhuis. Het werd gebouwd in 1836.